# Amy Tan
Amy Tan (en chinois : 譚恩美; pinyin: Tán Enmei), née le 19 février 1952 à Oakland en Californie, est une écrivaine sino-américaine.

## Biographie
Elle est l'auteur de six romans et elle est traduite en 36 langues. Elle est mariée et vit à Sausalito en Californie.

## Œuvres

### Romans
- Le Club de la chance, 1990 ((en) The Joy Luck Club, 1989), trad. Annick Le Goyat, 330 p.  (ISBN 2-08-066225-2)
- La Femme du Dieu du feu, Fixot, 1993 ((en) The Kitchen God's Wife, 1991), trad. Annie Saumont, 404 p.  (ISBN 2-87645-176-X)
- L'Attrape-fantômes, Robert Laffont, 1996 ((en) The Hundred Secret Senses, 1995), trad. Jean Colonna, 342 p.  (ISBN 2-221-07921-3)
- Les Fantômes de LuLing, Robert Laffont, 2003 ((en) The Bonesetter's Daughter, 2001), trad. Anne Damour, 362 p.  (ISBN 2-221-09554-5)
- Noyade interdite, Buchet-Chastel, 2007 ((en) Saving Fish from Drowning, 2005), trad. Annick Le Goyat, 572 p.  (ISBN 978-2-283-02246-7)
- Belles de Shanghai, Charleston, 2016 ((en) The Valley of Amazement, 2013), trad. Lisa Rosenbaum, 638 p.  (ISBN 978-2-36812-046-0)

## Anecdotes
Amy Tan apparaît dans l'épisode 3 de la saison 12 des Simpson, Une fille de clown. Elle présente un livre à une conférence. Lisa lui pose des questions au salon du livre.